# 唐村镇
唐村镇，是中华人民共和国山東省济宁市邹城市下辖的一个乡镇级行政单位。

## 行政区划
唐村镇下辖以下地区：
前唐社区、中唐村、杨春庄村、西颜庄村、西田村、西龙河村、西郭庄村、王炉村、孙庄村、驷马庄村、秦刘村、秦官庄村、前双村、前葛家村、潘家官庄村、西牛庄村、柳河口村、孔家河村、蒋屯村、候家庄村、后唐村、后双村、后葛家村、河头村、东田村、东双村、东郭庄村、包家庄村和白庄村。